# QT Большого Пса
QT Большого Пса (лат. QT Canis Majoris) — одиночная переменная звезда в созвездии Большого Пса на расстоянии (вычисленном из значения параллакса) приблизительно 9300 световых лет (около 2851 парсека) от Солнца. Видимая звёздная величина звезды — от более +13,4m до +11,8m.

## Характеристики
QT Большого Пса — красная пульсирующая переменная звезда, мирида (M) спектрального класса M7.